# Croissance non économique
La croissance non économique, dans la théorie du développement humain, l'économie du bien-être (l'économie du bien-être social) et certaines formes de l'économie écologique, est la croissance économique qui provoque un déclin de la qualité de vie. Le concept est attribué à l'influent économiste écologique et théoricien de l'état stationnaire Herman Daly, bien que d'autres théoriciens puissent également être considérés à l'origine de ce concept,. La croissance non économique (ou la décroissance non économique) ne doit pas être confondue avec la décroissance économique, c'est-à-dire la réduction de la taille de l'économie dans le but d'accroître le bien-être et la soutenabilité.
Il est considéré que la diminution du bien-être consécutive à la croissance économique sans frein survient à la suite de « sacrifices sociaux et environnementaux rendus nécessaires par son empiétement grandissant sur l'écosystème. », En d'autres termes, « la croissance non économique survient lorsque l'augmentation de la production se réalise aux dépens des ressources et du bien-être, qui ont cependant plus de valeur que les produits fabriqués. »

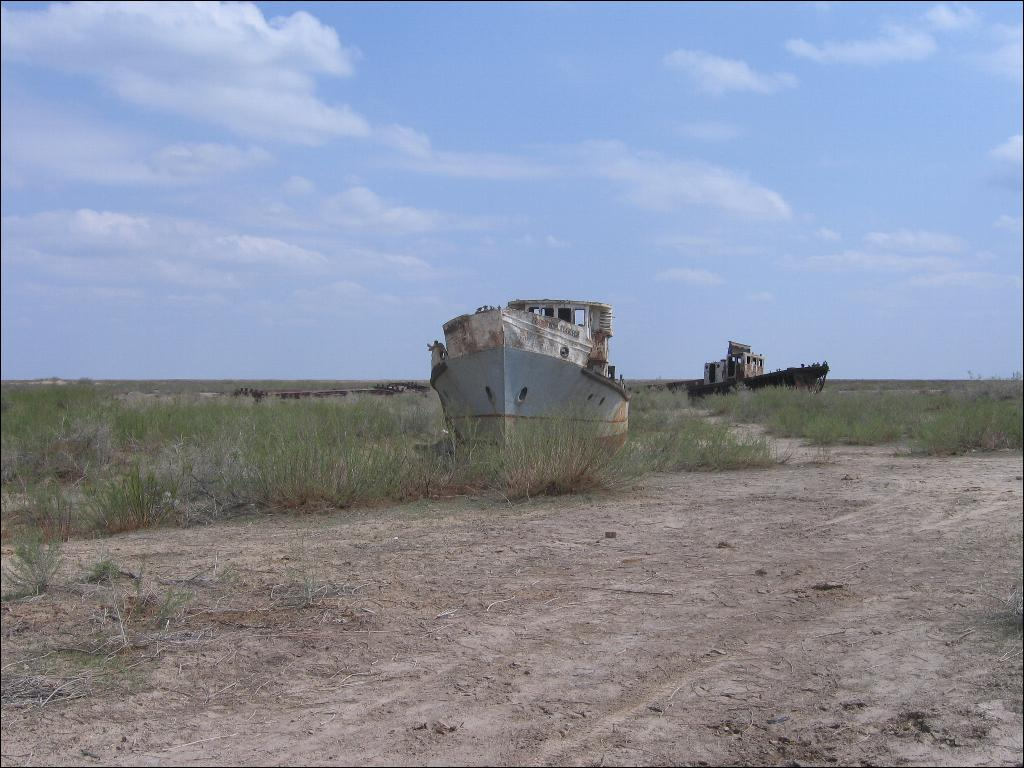
Bateaux abandonnés à Moynaq, en Ouzbékistan. Cet ancienne plage se trouve maintenant à 150 km de la Mer d'Aral. Depuis les années 1930, les autorités soviétiques ont détourné les rivières pour l'irrigation du coton. Déjà en 1968, l'assèchement de la mer était considérée comme "inévitable". Les autorités ouzbèkes préfèrent toujours les perspectives d'exportation de coton et d'huile à la restauration du sud de la Mer d'Aral.

## Lecture en rapport
- Linda Baker, « Real Wealth: The Genuine Progress Indicator Could Provide an Environmental Measure of the Planet's Health », E Magazine,‎ may–june 1999, p. 37–41
- Clifford Cobb, Ted Halstead (en) et Jonathan Rowe, « If the GDP Is Up, Why Is America Down? », Atlantic Monthly,‎ octobre 1995, p. 59–78
- Takis Fotopoulos: "La Crise Multidimensionnelle et la Démocratie Inclusive", Athènes, 2005. Anglais version en ligne:
- Jonathan Rowe et Judith Silverstein, « The GDP Myth: Why 'Growth' Isn't Always a Good Thing », Washington Monthly,‎ mars 1999, p. 17–21
- Jonathan Rowe, « The Growth Consensus Unravels », Dollars & Sense,‎ july–august 1999, p. 15–18, 33